# Karl von Meißner

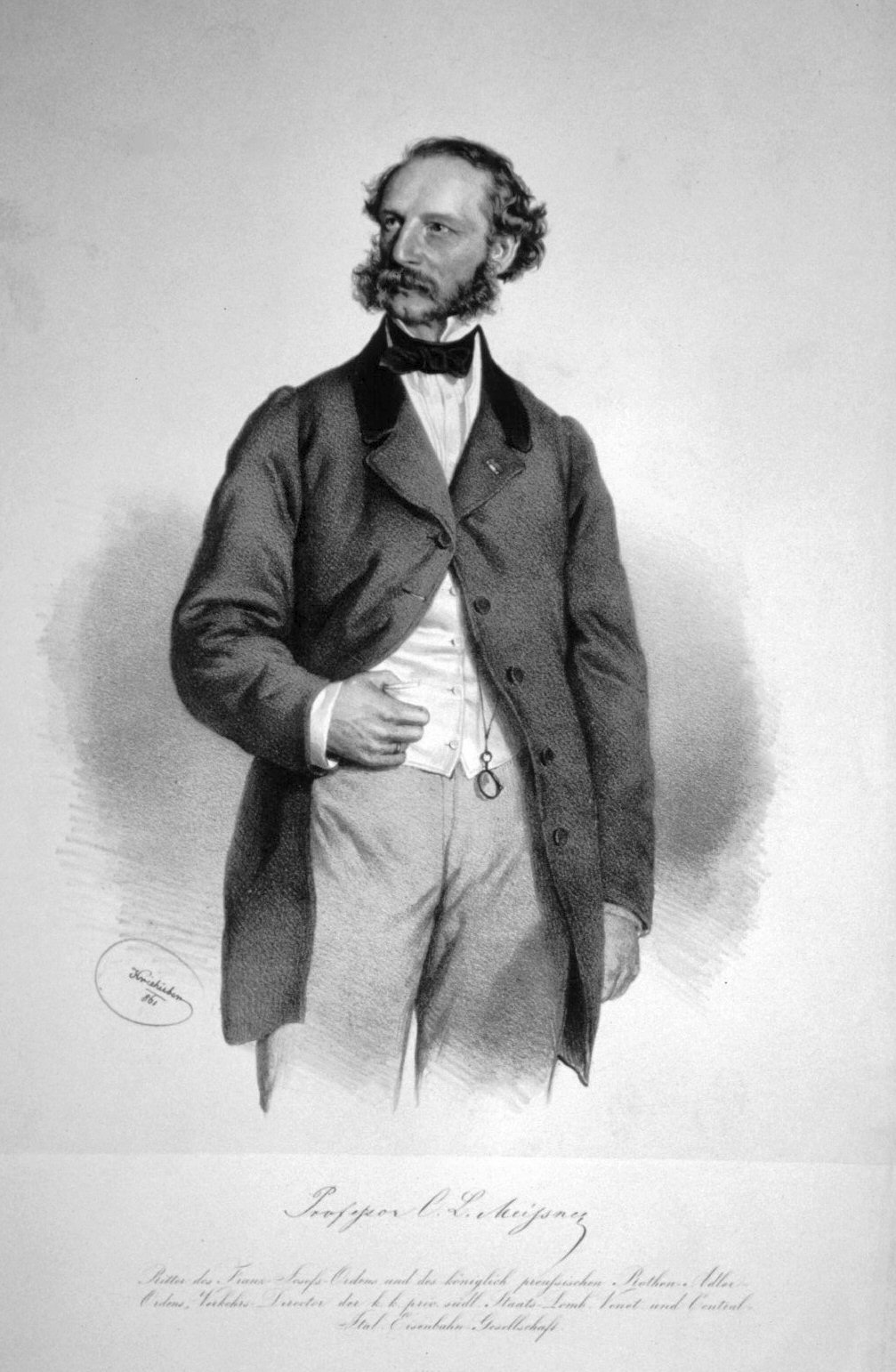
Karl Ludwig von Meissner, Lithographie von Josef Kriehuber, 1861

Karl Ludwig Meißner, seit 10. März 1866 Karl Ludwig Ritter von Meißner (* 7. Juni 1809 in Kronstadt; † 19. Juni 1868 in Reichenau bei Wien) war ein österreich-braunschweigischer Eisenbahnpionier und Professor der Bauwissenschaften am Collegium Carolinum in Braunschweig. Ihm wurde als Ritter des Eisernen Kronenordens 3. Klasse am 10. März 1866 in Wien der erbliche österreichische Ritterstand zuerkannt.

## Leben
Karl Meißner war der einzige Sohn des Naturforschers und Erfinders Paul Traugott Meißner (1778–1864) und der Sarah Elisabeth von Langendorf. Nach Vollendung der technischen und philosophischen Studien in Wien ging er 1828 – kaum 19 Jahre alt – als Ingenieur in seinen Geburtsort Kronstadt. 1830 wurde er zur kaiserlich-königlichen Baudirektion nach Wien übersetzt. Als 1836 die Bewilligung zum Bau der ersten österreichischen Lokomotiv-Eisenbahn, erteilt worden war, wurde er als einer der ersten österreichischen Techniker zu diesem Bau zugezogen. Nach einer längeren Reise durch Belgien und England wurde er zum Oberingenieuradjunkten ernannt und leitete zum Teil die Trassierung der Linie Wien–Brünn und Lundenburg–Prerau.
1841 folgte Karl Ludwig Meißner einem wiederholt an ihn ergangenen Ruf als Professor der Bauwissenschaften am herzoglich braunschweigischen Collegium Carolinum und wurde zugleich zum technischen Direktor der zu erbauenden Staatseisenbahnen Braunschweig–Aschersleben, Braunschweig–Lehrte und Wolfenbüttel–Harzburg ernannt, welche Bahnen nach seinen Plänen unter seiner speziellen Leitung ausgeführt wurden; auch wurden unter ihm zum ersten Male Berglokomotiven auf Gebirgsbahnen von 1/40 Steigung mit Erfolg eingeführt.
1851 berief der österreichische Handelsminister Karl Ludwig von Bruck den noch in Braunschweig lehrenden Professor nach Wien zur „Generaldirection für Communicationen“. Dort wirkte er zuerst als kaiserlich-königlicher Ministerialkommissar 1. Klasse und zuletzt als technischer Inspektor 1. Klasse auf den Staatsbahnen Mürzzuschlag bis Laibach und von Gänserndorf nach Szolnok, sowie auf den Privatbahnen von Wien nach Bruck und Gloggnitz–Oedenburg.
Als 1859 die Südbahn mit ihren Nebenlinien an die französische Gesellschaft überging, wurde Karl Meißner zuerst zum Generalinspektor, 1860 zum Verkehrsdirektor ernannt und leitete sofort den ganzen Bahnkomplex bis Oedenburg, Villach, Szöny, Ofen, Sissek, Karlstadt und Triest. So hat er seit 1830 mit Ausnahme des in Braunschweig verlebten Jahrzehntes 1841–1851 in Österreich im Eisenbahndienst gewirkt und dort mehrfache Einrichtungen zur erfolgreichen Verbesserung des Eisenbahnbau- und Betriebswesens getroffen.
Karl Meißners Verdienste um Förderung und Sicherung des Kommunikationswesens wurden mehrfach gewürdigt. Nachdem er schon früher mit dem Ritterkreuz des Franz-Joseph-Ordens ausgezeichnet worden war, erhielt er mit kaiserlichem Handschreiben vom 3. Januar 1865 das Ritterkreuz vom Orden der Eisernen Krone und wurde statutengemäß mit Diplom vom 10. März 1866 in den österreichischen erblichen Ritterstand erhoben. Damit wurde er Gründer einer der adeligen Familien Meißner, die bis heute als „Ritter von Meißner“ besteht.
Karl Ritter von Meißner leitete im Winter 1856/1857 die Trassierungen der – nicht ausgeführten – Arad-Kronstädter Bahnlinie und besaß eine interessante Korrespondenz aus dieser Zeit, die von wesentlicher Bedeutung für die Geschichte des Kampfes der Linien Rothenthurm und Kronstadt ist.
Der Witwer Karl Ritter von Meißner starb als Inspektor bei der Generalinspection für österreichische Eisenbahnen nach längerem Leiden und hinterließ drei Söhne.